# 南原城の戦い
南原城の戦い（ナムウォンじょうのたたかい、朝: 남원성 전투）は、慶長の役で日本軍が南原城を攻略した戦い。

## 背景
文禄の役後、日本と明の間で続けられた和平交渉が決裂すると豊臣秀吉は再征を命じた。慶長2年（1597年）中の任務として、「全羅道を悉く成敗し、さらに忠清道にも出撃すべきこと」、「これを達成した後は守備担当の武将を定め、帰国予定の武将を中心として築城すること」が命じられていた。
慶長の役が始まり7月に日本水軍が漆川梁海戦で朝鮮水軍に壊滅的打撃を与えると、日本軍は右軍、左軍、水軍に分かれ水陸から全羅道を目指して進撃を開始する。

## 経過
進撃路上の慶尚道と全羅道の道境付近では南原城と黄石山城が行く手を扼していた。そこで、日本の右軍は黄石山城を、左軍と水軍合計56800は水陸を併進し南原城を目指した。
これに対し、明軍では総兵・楊元を南原城に派遣していた。楊元は到着すると、城の防備強化に取り組み、城壁を一丈ばかり増築し、城外の羊馬墻に数多くの銃眼を穿ち、城門に大砲三門ほどを据付け、濠を一・二丈掘って深くした。
日本軍が水陸から襲来するとの報が急を告げると、城中の者はびくびくとして騒ぎ立て、人民は逃散し、ただ総兵・楊元の率いる遼東の騎兵3000が城内にいるばかりであった。
南原城には明の総兵・楊元の他、中軍・李新芳らが、約3000人の明兵を擁して守りを固め、これに朝鮮軍の全羅兵使・李福男、南原府使・任鉉、助防将・金敬老、光陽県監・李春元、唐将接伴使・鄭期遠らが約1000-3000人の朝鮮兵を率いて加わった。
8月12日、日本軍は南原に到着すると、ここを包囲下に置き、戦闘が開始される。
南原城包囲軍配置
- 南面　宇喜多秀家、藤堂高虎、太田一吉
- 西面　小西行長、宗義智、脇坂安治、竹中重利
- 北面　加藤嘉明、島津義弘
- 東面　蜂須賀家政、毛利吉成、生駒一正

戦闘は先ず射撃戦で始まり、日本軍は散兵を城に接近させ火縄銃を撃ちかける。これに朝鮮兵は勝字銃筒という原始的な火器で応戦するが命中しなかった。一方、日本軍の放った火縄銃の弾丸はしばしば城を守る朝鮮兵に命中した。
この時、明の遊撃・陳愚衷が3000の兵を率いて全州におり、南原守備軍は毎日のように来援を要請したが、陳愚衷は遂に救援しなかった。
攻城４日目、日本軍は攻城用の高櫓から城内を猛射し、その間に濠を埋め、長梯子をかけて城壁を登り城内に突入する。城内からは火の手があがり、もはや落城が不可避となると、明兵は脱出を計ったが、城は既に日本軍の重囲下にあり、明兵は次々と刃を受けて討ち取られた。このとき脱出できた者はほとんどいなかったが、楊元だけは僅かな家丁のみを伴い身一つで落ち延びる。明軍では李新芳・蒋表・毛承先らの副将が戦死、朝鮮軍では李福男(全羅兵使)・任鉉(南原府使)・金敬老(助防将)・鄭期遠(接伴使)・申浩(別将)・李元春(求礼県監)・馬応房(鎮安県監)・呉応鼎(防禦使)・李徳恢(判官)・黄大中(義兵指揮官)ら諸将が全員戦死し、ここに南原城は陥った。明・朝鮮軍は5000人が戦死した。

## 影響
左軍と水軍による南原城攻略と同時期に、右軍も黄石山城を攻略する。両軍は共に全州に向かって進撃すると、ここを守っていた陳愚衷指揮下の明・朝鮮軍は恐れをなして逃亡し、明・朝鮮軍の当方面における防衛体制は瓦解した。これにより、日本軍は全州を占領する。
次に日本軍は分進して全羅道・忠清道の掃討を開始する。これは奴隷狩りや鼻切りを伴うものであった。二道の掃討を完了すると、次の任務である築城を開始するため朝鮮南岸域に帰還した。
明軍では後に楊元と陳愚衷が罪を問われて処刑される。